# ГЕС Чендун
ГЕС Чендун (кит.: 城东水电站) — гідроелектростанція у центральній частині Китаю в провінції Сичуань. Знаходячись між ГЕС Bǎihuātān (вище по течії) та ГЕС Qiānfúyán, входить до складу каскаду на річці Qingyi, яка приєднується ліворуч до Дадухе незадовго до впадіння останньої праворуч до Міньцзян (велика ліва притока Янцзи).
В межах проекту річку перекрили бетонною греблею висотою 28 метрів та довжиною 586 метрів, яка утримує водосховище з об'ємом 17 млн м3 (корисний об'єм 2,4 млн м3) та припустимим коливанням рівня поверхні у операційному режимі між позначками 446 та 451 метр НРМ (під час повені до 451,5 метра НРМ).  
Інтегрований у лівобережну частину греблі машинний зал обладнали трьома турбінами типу Каплан потужністю по 28 МВт, які використовують напір у 16,3 метра та забезпечують виробництво 421 млн кВт-год електроенергії на рік.
Відпрацьована вода прямує понад три кілометри по прокладеному паралельно руслу річки каналу, котрий дозволяє збільшити доступний напір.